# ドラゴンボールZ & ドラゴンボールZ2 オリジナルサウンドトラック
『ドラゴンボールZ & ドラゴンボールZ2 オリジナルサウンドトラック』は、PlayStation 2ソフト『ドラゴンボールZ』、『ドラゴンボールZ2』のサウンドトラック。1996年9月13日にオリジナル盤が、2005年1月19日に再盤がティームエンタテインメントから発売された。

## 概要
- PlayStation 2ソフト『ドラゴンボールZ』、『ドラゴンボールZ2』のサウンドトラック。
- CDと、「くすぶるHeartに火をつけろ!!」のPVが収録されたDVDが同梱されている。
- CDジャケットには、孫悟空、ベジットが描かれている。
- 音楽は、山本健司、Emilio Castilloが担当している。

## 収録曲
1. くすぶるheartに火をつけろ!!
歌：影山ヒロノブ
作詞：森由里子 / 作曲・編曲：山本健司
PlayStation 2用ゲーム『ドラゴンボールZ2』オープニングテーマ
2. Big Opportunity
3. Expectation
4. 熱き風のごとく
5. 勝利への疾走
6. Move Forward Fearlessly
7. 挑戦者たち
8. Breaking Free
9. 決戦へのカウントダウン
10. 戦慄の刻
11. 最強の力
12. BUDO 〜Asian Spirit〜
13. FLaSH RuN aCRoSS THe UNiVeRSe
14. Spark of Fighting
15. A lot of 'Qi'
16. 限界を超えて 〜'Qi' No Limit〜
17. 7th Sense 〜至高の力を信じて〜
18. 遭遇
19. 未知の邦から来た戦士
20. The Battle with All my Force
21. 野性の魂 〜Wild Soul〜
22. Soul Vaccination
23. Only So Much Oil In The Ground
24. Soul With A Capital 'S'
25. I'm gonna Get Over 〜地平線の彼方へ〜
26. Do it at All Risks
27. Full of Tears 〜悲しみの淵で〜
28. The Man Called 'C'

## DVD
1. くすぶるheartに火をつけろ!!（PV）